# Karl Meiler
Karl Meiler (Erlangen, Alemanya Occidental, 30 d'abril de 1949 – Augsburg, Alemanya, 17 d'abril de 2014) fou un tennista alemany.
Va guanyar un total de quatre títols individuals i disset més en dobles. Va ser habitual amb l'equip d'Alemanya Occidental de la Copa Davis, amb el qual va disputar dues semifinals consecutives.

## Palmarès

### Individual: 18 (4−14)
| Llegenda (pre/post 2009)                                 |
| -------------------------------------------------------- |
| Grand Slams (0−0)                                        |
| Tennis Masters Cup / ATP Finals (0−0)                    |
| ATP Masters Series / ATP World Tour Masters 1000 (0−0)   |
| ATP International Series Gold / ATP World Tour 500 (0−0) |
| ATP International Series / ATP World Tour 250 (4−14)     |

| Títols per superfície |
| --------------------- |
| Dura (1−4)            |
| Gespa (0−0)           |
| Terra batuda (2−6)    |
| Moqueta (0−3)         |

| Resultat  | Núm. | Data                   | Torneig                      | Superfície   | Oponent             | Marcador                |
| --------- | ---- | ---------------------- | ---------------------------- | ------------ | ------------------- | ----------------------- |
| Guanyador | 1.   | 4 de desembre de 1972  | Buenos Aires, Argentina      | Terra batuda | Guillermo Vilas     | 6−7, 2−6, 6−4, 6−4, 6−4 |
| Finalista | 1.   | 18 de febrer de 1973   | Salisbury, Estats Units      | Dura         | Jimmy Connors       | 6−7, 6−7, 3−6           |
| Finalista | 2.   | 4 de juny de 1973      | Berlín, Alemanya Occidental  | Dura         | Hans-Jürgen Pohmann | 3−6, 6−3, 3−6, 3−6      |
| Finalista | 3.   | 11 de juny de 1973     | Hamburg, Alemanya Occidental | Terra batuda | Eddie Dibbs         | 1−6, 6−3, 6−7, 3−6      |
| Finalista | 4.   | 20 de gener de 1974    | Roanoke, Estats Units        | Dura         | Jimmy Connors       | 4−6, 3−6                |
| Guanyador | 2.   | 21 de gener de 1974    | Omaha, Estats Units          | Dura         | Jimmy Connors       | 6−3, 1−6, 6−1           |
| Finalista | 5.   | 11 de febrer de 1974   | Little Rock, Estats Units    | Moqueta (i)  | Jimmy Connors       | 2−6, 1−6                |
| Guanyador | 3.   | 11 de març de 1974     | Calgary, Canadà              |              | Byron Bertram       | 6−4, 3−6, 6−3           |
| Finalista | 6.   | 24 de març de 1974     | Jackson, Estats Units        | Moqueta (i)  | Sandy Mayer         | 6−7, 5−7                |
| Finalista | 7.   | 7 d'abril de 1974      | Washington DC, Estats Units  | Moqueta (i)  | Vijay Amritraj      | 4−6, 3−6                |
| Finalista | 8.   | 18 de novembre de 1974 | Oslo, Noruega                |              | Jeff Borowiak       | 3−6, 2−6                |
| Finalista | 9.   | 18 de gener de 1975    | Nassau, Bahames              | Dura         | Jimmy Connors       | 0−6, 2−6                |
| Finalista | 10.  | 5 de maig de 1975      | Múnic, Alemanya Occidental   | Terra batuda | Guillermo Vilas     | 6−2, 0−6, 2−6, 3−6      |
| Finalista | 11.  | 7 de juliol de 1975    | Gstaad, Suïssa               | Terra batuda | Ken Rosewall        | 4−6, 4−6, 3−6           |
| Finalista | 12.  | 3 de maig de 1976      | Múnic (2)                    | Terra batuda | Manuel Orantes      | 1−6, 4−6, 1−6           |
| Finalista | 13.  | 6 de juny de 1977      | Brussel·les, Bèlgica         | Terra batuda | Harold Solomon      | 5−7, 6−3, 6−2, 3−6, 4−6 |
| Guanyador | 4.   | 14 de novembre de 1977 | Manila, Filipines            | Terra batuda | Manuel Orantes      | Renúncia                |
| Finalista | 14.  | 14 de maig de 1979     | Florència, Itàlia            | Terra batuda | Raúl Ramírez        | 4−6, 6−1, 6−3, 5−7, 0−6 |

### Dobles masculins: 26 (17−9)
| Llegenda (pre/post 2009)                                 |
| -------------------------------------------------------- |
| Grand Slams (0−0)                                        |
| Tennis Masters Cup / ATP Finals (1−0)                    |
| ATP Masters Series / ATP World Tour Masters 1000 (2−0)   |
| ATP International Series Gold / ATP World Tour 500 (0−0) |
| ATP International Series / ATP World Tour 250 (14−9)     |

| Títols per superfície |
| --------------------- |
| Dura (4−2)            |
| Gespa (0−1)           |
| Terra batuda (5−4)    |
| Moqueta (6−2)         |

| Resultat  | Núm. | Data                   | Torneig                                        | Superfície   | Parella           | Oponents                            | Marcador                |
| --------- | ---- | ---------------------- | ---------------------------------------------- | ------------ | ----------------- | ----------------------------------- | ----------------------- |
| Finalista | 1.   | 26 de juny 1972        | Londres, Regne Unit                            | Gespa        | Jürgen Fassbender | Jim McManus Jim Osborne             | 6−4, 3−6, 5−7           |
| Guanyador | 1.   | 27 de gener 1974       | Omaha, Estats Units                            | Dura         | Jürgen Fassbender | Ian Fletcher Kim Warwick            | 6−2, 6−4                |
| Guanyador | 2.   | 3 de febrer 1974       | Baltimore, Estats Units                        | Moqueta (i)  | Jürgen Fassbender | Owen Davidson Clark Graebner        | 7−6, 7−5                |
| Guanyador | 3.   | 11 de febrer 1974      | Little Rock, Estats Units                      | Moqueta (i)  | Jürgen Fassbender | Vitas Gerulaitis Bob Hewitt         | 6−0, 6−2                |
| Guanyador | 4.   | 11 de març de 1974     | Calgary, Canadà                                |              | Jürgen Fassbender | Iván Molina Jairo Velasco           | 6−4, 6−4                |
| Guanyador | 5.   | 27 de març 1974        | Tempe, Estats Units                            | Dura         | Jürgen Fassbender | Ian Fletcher Kim Warwick            | 4−6, 6−4, 7−5           |
| Guanyador | 6.   | 18 de novembre de 1974 | Oslo, Noruega                                  |              | Haroon Rahim      | Jeff Borowiak Vitas Gerulaitis      | 6−3, 6−2                |
| Guanyador | 7.   | 20 de gener de 1975    | Birmingham, Estats Units                       | Moqueta (i)  | Jürgen Fassbender | Colin Dowdeswell John Yuill         | 6−1, 3−6, 7−6           |
| Finalista | 2.   | 11 de març de 1975     | Hampton, Estats Units                          | Moqueta (i)  | Jan Písecký       | Ian Crookenden Ian Fletcher         | 2−6, 7−6, 4−6           |
| Finalista | 3.   | 5 de maig de 1975      | Múnic, Alemanya Occidental                     | Terra batuda | Milan Holeček     | Wojtek Fibak Jan Kodeš              | 5−7, 3−6                |
| Finalista | 4.   | 13 d'octubre de 1975   | Barcelona, Espanya                             | Terra batuda | Wojtek Fibak      | Björn Borg Guillermo Vilas          | 6−3, 4−6, 3−6           |
| Guanyador | 8.   | 27 d'octubre de 1975   | París, França                                  | Dura (i)     | Wojtek Fibak      | Ilie Năstase Tom Okker              | 6−4, 7−6                |
| Guanyador | 9.   | 15 de novembre de 1975 | Londres, Regne Unit                            | Moqueta (i)  | Wojtek Fibak      | Jimmy Connors Ilie Năstase          | 6−1, 7−5                |
| Finalista | 5.   | 14 de gener de 1976    | Atlanta, Estats Units                          | Moqueta (i)  | Wojtek Fibak      | John Alexander Phil Dent            | 3−6, 4−6                |
| Finalista | 6.   | 2 de febrer de 1976    | Barcelona (2)                                  | Terra batuda | Wojtek Fibak      | Robert Lutz Ramsey Smith            | 3−6, 3−6                |
| Guanyador | 10.  | 8 de març de 1976      | Nuremberg, Alemanya Occidental                 | Moqueta (i)  | Frew McMillan     | Colin Dowdeswell Paul Kronk         | 7−6, 6−4                |
| Finalista | 7.   | 5 d'abril de 1976      | Niça, França                                   | Terra batuda | Wojtek Fibak      | Patrice Dominguez François Jauffret | 4−6, 6−3, 3−6           |
| Guanyador | 11.  | 12 d'abril de 1976     | Montecarlo, Mònaco                             | Terra batuda | Wojtek Fibak      | Björn Borg Guillermo Vilas          | 7−6, 6−1                |
| Guanyador | 12.  | 28 d'abril de 1976     | Masters Doubles WCT, Kansas City, Estats Units | Moqueta (i)  | Wojtek Fibak      | Robert Lutz Ramsey Smith            | 6−3, 2−6, 3−6, 6−3, 6−4 |
| Guanyador | 13.  | 24 de maig de 1976     | Düsseldorf, Alemanya Occidental                | Terra batuda | Wojtek Fibak      | Bob Carmichael Raymond Moore        | 6−4, 4−6, 6−4           |
| Guanyador | 14.  | 9 de maig de 1977      | Hamburg, Alemanya Occidental                   | Terra batuda | Bob Hewitt        | Phil Dent Kim Warwick               | 3−6, 6−3, 6−4, 6−4      |
| Guanyador | 15.  | 16 de maig de 1977     | Düsseldorf (2)                                 | Terra batuda | Jürgen Fassbender | Paul Kronk Cliff Letcher            | 6−3, 6−3                |
| Guanyador | 16.  | 4 de juliol de 1977    | Gstaad, Suïssa                                 | Terra batuda | Jürgen Fassbender | Colin Dowdeswell Bob Hewitt         | 6−4, 7−6                |
| Finalista | 8.   | 5 d'abril de 1978      | Auckland, Nova Zelanda                         | Dura         | Rod Frawley       | Chris Lewis Russell Simpson         | 1−6, 6−7                |
| Guanyador | 17.  | 19 de març de 1979     | Nancy, França                                  | Dura (i)     | Klaus Eberhard    | Robin Drysdale Andrew Jarrett       | 4−6, 7−6, 6−3           |
| Finalista | 9.   | 26 d'octubre de 1981   | Colònia, Alemanya Occidental                   | Dura (i)     | Jan Kodeš         | Sandy Mayer Frew McMillan           | 0−6, 3−6                |

## Trajectòria

### Individual
| Open d'Austràlia | A  | A  | SF | 2R | A  | A  | A  | 4R | A  | A  | A | A | A | A  | 0 / 3 | 9 − 3 |
| Roland Garros | A  | A  | 1R | 1R | 1R | 1R | 3R | 3R | 1R | A  | A | A | A | 1R | 0 / 7 | 2 − 7 |
| Wimbledon | 1R | 2R | 3R | 2R | 1R | 3R | 3R | 3R | A  | 1R | A | A | A | A  | 0 / 8 | 8 − 8 |
| US Open | A  | A  | 1R | 1R | 4R | A  | A  | A  | A  | A  | A | A | A | A  | 0 / 3 | 3−3   |
| Llegenda: G: Guanyador; F: Finalista; SF: Semifinalista; QF: Quarts de final; Q: Qualificació; A: Absent; RR: Round Robin; |    |    |    |    |    |    |    |    |    |    |   |   |   |    |       |       |

### Dobles
| Open d'Austràlia | A  | 3R | 3R | A  | A  | A  | QF | A  | 0 / 3 | 7 − 3  |
| Roland Garros | A  | 1R | A  | 2R | 3R | QF | QF | 2R | 0 / 5 | 7 − 5  |
| Wimbledon | 2R | SF | QF | 3R | QF | A  | A  | A  | 0 / 5 | 13 − 5 |
| US Open | A  | 3R | A  | 1R | A  | A  | A  | A  | 0 / 2 | 2−2    |
| Llegenda: G: Guanyador; F: Finalista; SF: Semifinalista; QF: Quarts de final; Q: Qualificació; A: Absent; RR: Round Robin; |    |    |    |    |    |    |    |    |       |        |